# 天主教棕榈滩教区
天主教棕櫚灘教區（拉丁語：Diocesis Litoris Palmensis）是美國一個羅馬天主教教區，屬邁阿密總教區。成立於1984年6月16日。
範圍包括佛羅里達半島東南部五縣，教座位於棕櫚灘。2004年有教友259,729人（佔轄區人口14.4%）、四十九個堂區、一百三十五名司鐸。現任教區主教為吉拉德·彌額爾·巴伯里托。